# Ralf Bartels
Ralf Bartels, född 21 februari 1978 i Stavenhagen i Östtyskland, är en tysk friidrottare som tävlar i kulstötning.
Bartels första mästerskapsstart kom vid VM 2001 i Edmonton där han blev utslagen i kvalet. Vid EM i München 2002 blev han bronsmedaljör efter en stöt på 20,58 m. Han deltog även vid VM i Paris 2003 där han slutade på femte plats efter en stöt på 20,50 m. Även vid Olympiska sommarspelen 2004 tog han sig vidare till finalen, även om det denna gång bara blev en åttonde plats.
En stor framgång blev VM 2005 där han blev bronsmedaljör efter en stöt på 20,99 m. Samma år noterade han sitt personliga rekord då han stötte 21,36 m. Vid EM 2006 vann han guld med två centimeters marginal efter ett personligt säsongsbästa på 21,13 m i sista stöten. 
Vid VM 2007 var han åter finalist även om det denna gång bara blev en sjunde plats och han nådde som längst 20,45 m.
Han blev åter bronsmedaljör i VM 2009 i Berlin efter en stöt på personliga rekordet 21,37 m.